# Maria Pedrini
Maria Pedrini (Brisighella, 3 febbraio 1910 – Roma, 8 dicembre 1981) è stata un soprano italiano.

## Biografia
A Roma le suore presso le quali fu posta a studiare proposero che si dedicasse al canto; già nel parentado vi era stato il precedente della zia materna, il famoso soprano Adelina Patti. Fu ammessa al Conservatorio Santa Cecilia nella classe della nota didatta Edvige Ghibaudo.
Conseguito il diploma, il 24 novembre 1931 esordì al Teatro Adriano come Elena in Mefistofele. Subito dopo ottenne il primo premio a un concorso internazionale a Vienna, iniziando una carriera che la vide, quasi sempre da protagonista, in oltre duecento rappresentazioni, alcune in prima assoluta. Il maestro Tullio Serafin la volle al Teatro dell'Opera di Roma in Nabucco, in occasione della riapertura dopo la guerra.
Fra i principali titoli del repertorio Il trovatore, La forza del destino, Ernani, Un ballo in maschera, I vespri siciliani, Aida, Poliuto, Norma, La Gioconda, Don Carlo, Cecilia di Licinio Refice (di cui raccolse idealmente il testimone da Claudia Muzio, della quale fu in diverse occasioni seconda), la prima esecuzione di Medea di Pietro Canonica.
L'addio alle scene fu nel 1957 con Aida alle Terme di Caracalla.

## Repertorio
| Ruolo                | Titolo                    | Autore     |
| -------------------- | ------------------------- | ---------- |
| Norma                | Norma                     | Bellini    |
| Beatrice di Tenda    | Beatrice di Tenda         | Bellini    |
| Elena                | Mefistofele               | Boito      |
| Asteria              | Nerone                    | Boito      |
| Medea                | Medea                     | Canonica   |
| Adriana Lecouvreur   | Adriana Lecouvreur        | Cilea      |
| Lucrezia Borgia      | Lucrezia Borgia           | Donizetti  |
| Paolina              | Poliuto                   | Donizetti  |
| Maddalena di Coigny  | Andrea Chénier            | Giordano   |
| Santuzza             | Cavalleria rusticana      | Mascagni   |
| Contessa d'Almaviva  | Le nozze di Figaro        | Mozart     |
| Maria                | Mosè                      | Perosi     |
| La Gioconda          | La Gioconda               | Ponchielli |
| Floria Tosca         | Tosca                     | Puccini    |
| Turandot             | Turandot                  | Puccini    |
| Saamcheddine         | Mârouf, savetier du Caire | Rabaud     |
| Santa Cecilia        | Cecilia                   | Refice     |
| Anaï Sinaï           | Mosè in Egitto            | Rossini    |
| Matilde d'Asburgo    | Guglielmo Tell            | Rossini    |
| Crisotemide          | Elettra                   | Strauss    |
| Abigaille            | Nabucco                   | Verdi      |
| Elvira               | Ernani                    | Verdi      |
| Lady Macbeth         | Macbeth                   | Verdi      |
| Leonora              | Il trovatore              | Verdi      |
| Duchessa Elena       | I vespri siciliani        | Verdi      |
| Amelia Grimaldi      | Simon Boccanegra          | Verdi      |
| Mina                 | Aroldo                    | Verdi      |
| Amelia               | Un ballo in maschera      | Verdi      |
| Donna Leonora        | La forza del destino      | Verdi      |
| Elisabetta di Valois | Don Carlo                 | Verdi      |
| Aida                 | Aida                      | Verdi      |
| Desdemona            | Otello                    | Verdi      |
| Elisabeth            | Tannhäuser                | Wagner     |

## Discografia
- Norma, con Gino Penno, Ebe Stignani, Giulio Neri,  dir. Francesco Molinari Pradelli - dal vivo Napoli 1952 - Melodram/Gala
- Don Carlo, con Mirto Picchi, Nicola Rossi-Lemeni, Enzo Mascherini, Fedora Barbieri, dir. Franco Capuana - dal vivo Genova 1953 Melodram

## Riconoscimenti
Brisighella, suo paese natale, le ha dedicato l'antico teatro cittadino.